# Bernat Escrivà
Bernat Escrivà (?–1288) fou un funcionari reial de la cort del rei Pere el Gran. La hipòtesi majoritàriament acceptada és que Bernat Escrivà seria l'autor del Llibre del rei En Pere, crònica reial que hauria signat amb el nom de Bernat Desclot.

## Biografia
Sembla pertànyer a la família de funcionaris reials de cognom Escrivà, que, per entroncament amb la família Romaní, va generar el llinatge Escrivà de Romaní, de procedència rossellonesa. El seu pare podria haver estat l'alcalde de València de 1257 a 1261, del mateix nom, que tenia a lloguer les rendes reials de Movedre i dels castells de Dénia, Borriana i la Vall d'Uixó i que va morir el 1276.
La primera referència documental de Bernat Escrivà data del 24 de maig de 1273 amb càrrec de justícia al port de València. Anys més tard, el 31 d'agost de 1276 començà a regentar l'escrivania de Gandia, un càrrec que segons els documents ja hauria ostentat abans. Entre 1273 i el 9 de maig de 1276 Escrivà fou el majordom del compte Hug V d'Empúries i a partir del gener de 1282 començà a fer de tresorer de Pere el Gran. Mantingué aquest càrrec fins a principis de 1286, temps que dedicà sobretot a recaptar fons per les diverses guerres del rei.
Després de perdre el càrrec de tresorer —probablement abans del maig de 1286— arran d’un conflicte amb un tal Togores i pel qual també fou empresonat, apareix en diversos documents com a ciutadà de Barcelona. El mateix any es casà amb Bernadona. Finalment, a partir del 10 d'abril de 1287 feu de cambrer del rei Alfons el Franc, càrrec que ostentà fins als últims dies de la seva vida, que s'hauria acabat entre el 4 de setembre i el 26 de desembre de 1288.
Es conserva una ordre datada del 10 d'abril de 1285 per la qual Bernat Escrivà ha de lliurar a un joglar, també per nom Bernat, una cavalcadura com a obsequi de part del rei. El document confirma l'existència de joglars adscrits a la casa reial i que Bernat Escrivà era tresorer reial en aquell moment, com fou fins a la mort del rei Pere. El contacte de Desclot amb joglars de la casa reial pot explicar l'ús de poemes joglarescos a la Crònica de Bernat Desclot.

## Bernat Desclot i elLlibre del rei En Pere

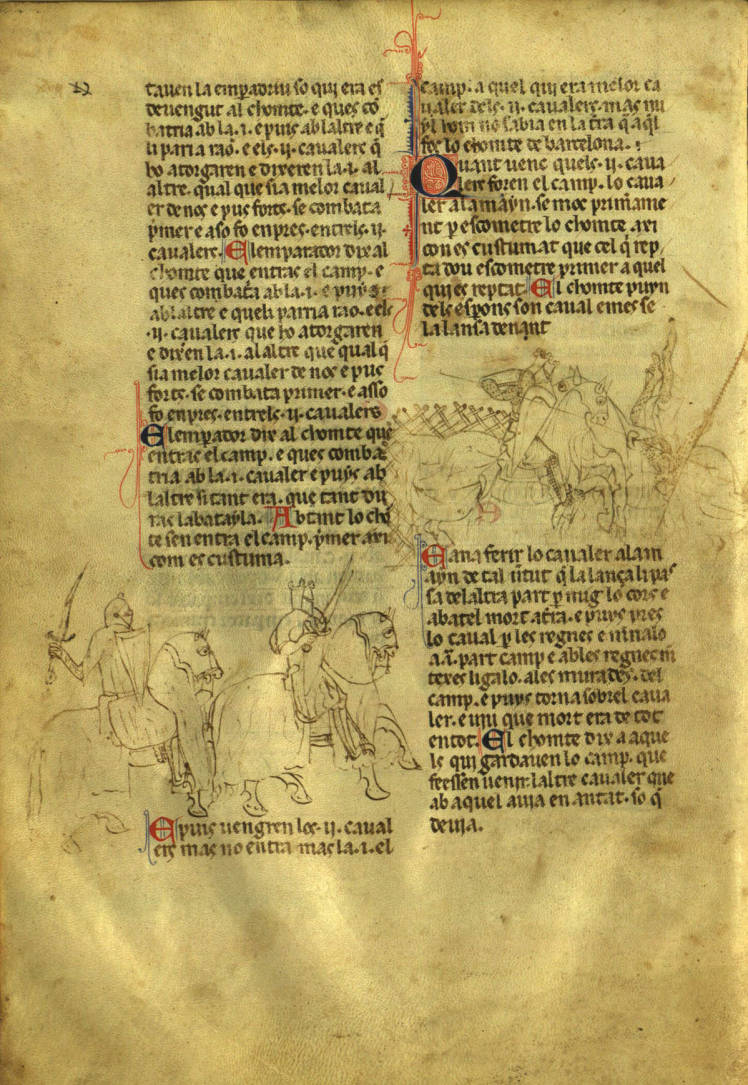
Detall del manuscrit 486 BC del Llibre del rei En Pere

L'any 1950, Miquel Coll i Alentorn va relacionar per primer Bernat Desclot, cop l'autor del Llibre del rei En Pere, amb Bernat Escrivà. El nom de Bernat Desclot no apareixia en cap document reial conservat, un fet que feu pensar a Coll i Alentorn que Desclot hi podria aparèixer sota un altre nom. El càrrec de funcionari reial de Bernat Escrivà li donaria accés a documentació reial, un fet que explicaria les referències i transcripcions a la Crònica de documents reials conservats.
La hipòtesi parteix de la base que el segle xiii els cognoms no estaven del tot fixats i, per tant, és possible que el seu nom aparegui amb una duplicitat de denominacions: Desclot i Escrivà. El primer es tracta d'un gentilici, mentre que el segon és un nom familiar derivat d'una professió. Actualment, aquesta hipòtesi ha estat acceptada de manera majoritària, de manera que permet posar llum a la vida d'un dels primers grans escriptors de la prosa narrativa catalana.